# Marguerite d'Autriche-Styrie
Pour les articles homonymes, voir Marguerite d'Autriche.
Titre
Reine consort d'Espagne, de Portugal, de Naples et de Sicile
18 avril 1599 – 3 octobre 1611
(12 ans, 5 mois et 15 jours)
Marguerite d'Autriche (1584-1611), archiduchesse d'Autriche puis reine d'Espagne, de Portugal, de Sicile et de Naples et duchesse de Bourgogne et de Milan, était la fille de l'archiduc Charles II d'Autriche-Styrie (donc petite-fille de l'empereur Ferdinand Ier) et de Marie-Anne de Bavière.

## Biographie

### Famille
Marguerite d'Autriche était la fille de Charles II d'Autriche-Styrie, archiduc d'Autriche intérieure de la maison des Habsbourg et de Marie-Anne de Bavière, arrière-arrière-petite-fille d'Isabelle Ire de Castille.
Elle avait 14 frères et sœurs parmi lesquels Anne et Constance de Pologne (épouses successives du roi Sigismond III Vasa) et l'empereur Ferdinand II. Elle et ses frères et sœurs ont une vie roturière, elle avait l'habitude de se lever de bonne heure, entendait la messe et allait prier.

### Mariage
Elle épousa le 18 avril 1599 Philippe III d'Espagne, qui était à la fois son cousin issu de germain et son petit-cousin. Elle donna le jour à huit enfants :
- Anne (1601-1666), reine de France, mariée à Louis XIII, roi de France, régente de France et mère de Louis XIV ;
- Marie (1603-1603) ;
- Philippe IV (1605-1665), roi d'Espagne ; marié à Élisabeth de France puis à Marie-Anne d'Autriche ;
- Marie-Anne (1606-1646), impératrice, mariée à l'empereur Ferdinand III et mère de l'empereur Léopold Ier et de la reine Marie-Anne d'Espagne ;
- Charles (1607-1642) ;
- Ferdinand, dit le Cardinal-Infant (1609-1641), cardinal-archevêque de Tolède, gouverneur des Pays-Bas espagnols et fameux capitaine de la guerre de Trente Ans ;
- Marguerite-Françoise (1610-1617) ;
- Alphonse-Maurice (1611-1612).

### Reine d'Espagne
Elle fut une grande protectrice des arts, exerça une influence déterminante dans la vie du palais royal ; d'une profonde religiosité, elle disait entendre des voix, des visions en se rendant dans la chapelle des chambres et était toujours entourée de religieuses et de prêtres.

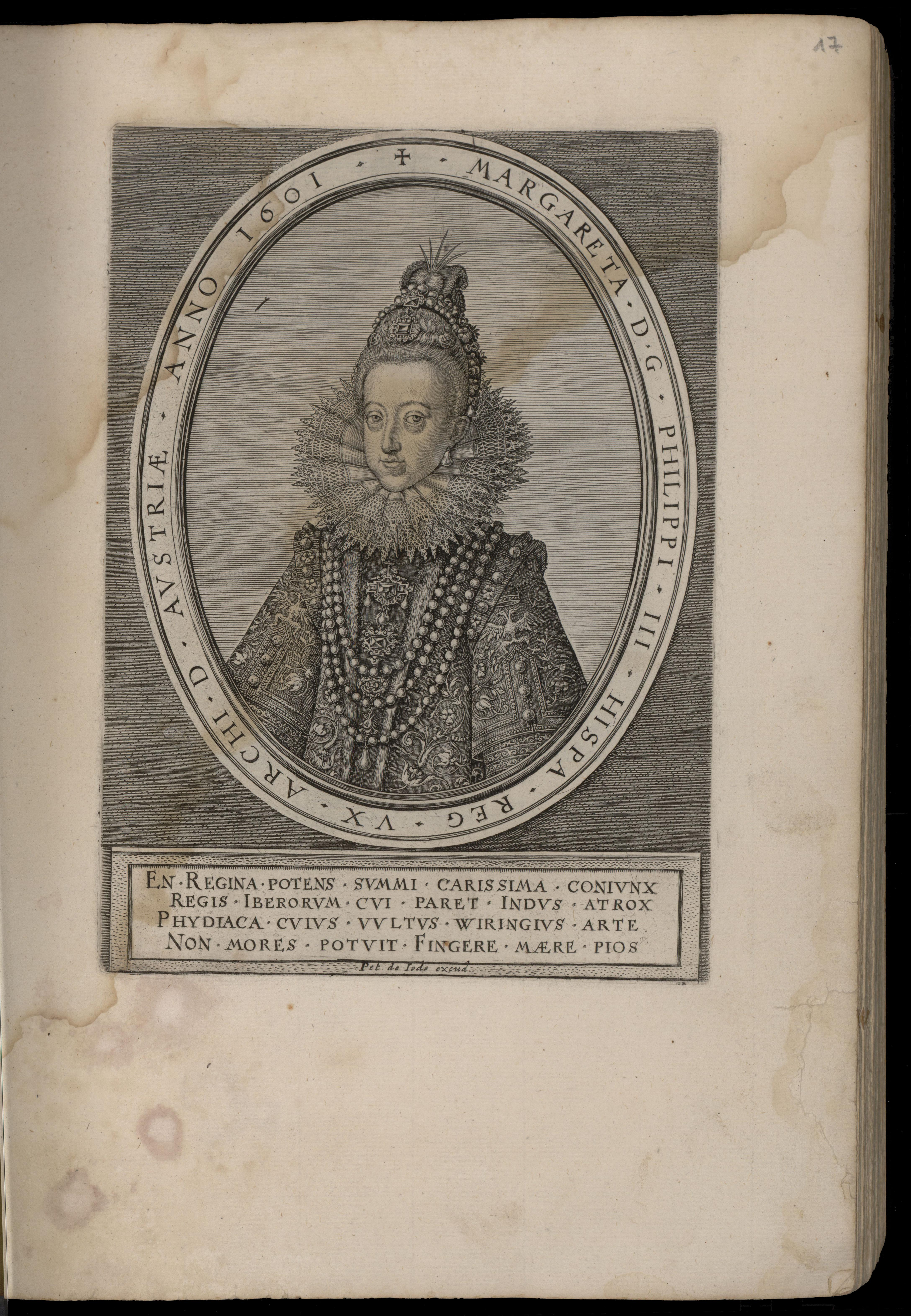
La reine Marguerite d'Autriche, représentée par Pieter de Jode le Jeune en 1652

La reine chercha à contrer l'emprise que le duc de Lerme, favori du roi, avait sur les affaires gouvernementales, ce qui lui fit tout d'abord perdre de l'influence à la cour, mais Marguerite réussit par la suite à faire ouvrir une enquête qui dévoila un réseau de corruption impliquant le duc et ses proches, grâce à l'aide de son confesseur Luis de Aliaga (es). Ce n'est qu'après la mort de la reine que la lumière fut faite sur la corruption des grands, plusieurs d'entre eux furent condamnés, parmi lesquels Rodrigo Calderón. Le duc de Lerme parvint à être acquitté, mais dut se retirer de la vie publique en 1618. La reine ne put assister à sa chute.

### Mort
Elle meurt en 1611 à l'âge de 26 ans après avoir mis au monde son huitième enfant. Elle est enterrée dans l'Escurial dans le panthéon des rois avec son époux.